# Medzes pagasts
Medzes pagasts er en territorial enhed i Grobiņas novads i Letland. Pagasten havde 1.558 indbyggere i 2010 og omfatter et areal på 109,20 kvadratkilometer. Hovedbyen i pagasten er Kapsēde.